# 자강도
자강도(慈江道)는 조선민주주의인민공화국의 북부 압록강 중류에 있는 도이다. 자강도청 소재지는 강계시이다. 서쪽으로는 평안북도, 남쪽으로는 평안남도와 함경남도, 북쪽으로는 중화인민공화국, 동쪽으로는 량강도와 접한다.
도의 이름은 자성군과 강계시에서 앞 글자를 따온 것이다. 조선로동당 책임비서는 김재룡, 인민위원장은 리형근이다.

## 개요
자강도는 한반도 북부에 있는 내륙에 있는 도이다. 1949년에 조선민주주의인민공화국이 행정구역을 개편하면서 신설된 도(道)로, 13도제 시기의 평안북도 동부와 평안남도 일부를 포함하였다. 그 후 낭림군과 중강군을 흡수하여 지금에 이르는데, 울창한 산림 자원이 있어 임업이 발달했다.
이로 인하여 북한의 관광자원으로도 활용하고 있으며 생태·환경이 잘 보존되어 있다. 대표적인 산업시설으로는 수력발전소인 희천발전소가 최근 개업했으며, 희천에서 가장 유명한 희천공작기계공장과 학생들이 애용하는 학용품을 생산하는 강계연필공장, 그리고 포도주를 많이 생산하는 강계포도술공장과 공책을 만드는 강계제지공장, 그리고 자강도의 울창한 나무들을 가공해서 운반하는 자강도림산사업소과 전천도자기공장 등이 있다.
이후 량강도가 신설될 때 후창군 등 일부 지역이 관할에서 제외되었다. 땅의 90%가 백두산이여서, 요새로 알맞아 김정은이 수차례 현지지도를 갔다. 많은 군사 시설들이 있으며, 압록강과 맞닿아 있다. 면적은 16,900km2이다. 북서쪽은 압록강을 경계로 중화인민공화국 지린성 퉁화 시 및 랴오닝성, 서남쪽은 평안북도, 남쪽은 평안남도, 동남쪽은 함경남도, 북쪽은 량강도와 맞닿아 있다. 대부분이 산지이며, 대륙성 기후 때문에 가장 추운 지역이다. 자강도는 자강산지에 속해 있다. 주요 하천은 장자강과 충만강이 있는데, 이 강들은 동쪽에서 북서쪽으로 흘러 압록강으로 유입된다.

## 역사
- 1949년 1월 : 평안북도에서 강계군, 후창군, 자성군, 위원군, 희천군, 초산군을 분리하여 자강도가 신설되었다. 강계군 중 만포면, 시중면, 외귀면, 고산면, 리서면이 만포군으로, 전천면, 룡림면, 성간면, 화경면, 립관면, 간북면이 전천군으로 분리되었으며, 함경남도 장진군 동문면이 강계군으로 편입되었다. 몇 달 후 강계군 강계면이 강계시로 승격되어 강계군의 잔여지역이 장강군으로 개칭되었다.

- 1952년 12월 : 동신군, 시중군, 성간군, 화평군, 송원군, 고풍군, 룡림군, 중강군이 설치되었으며, 장강군 동문면은 함경남도 랑림군에 이관되었다.
- 1954년 10월 : 후창군이 신설된 량강도에 이관되고 함경남도에서 랑림군, 평안북도에서 우시군이 편입되었다.
- 1960년 : 만포군이 만포시로 승격되었다.
- 1967년 : 희천군이 희천시로 승격되었다.
- 2023년 2월 : 평안북도 향산군이 자강도로 편입되었다[3].

## 행정 구역

### 시
- 강계시 (江界市) [251,971]
- 만포시 (滿浦市) [116,760]
- 희천시 (熙川市) [168,180]

### 군
- 고풍군 (古豊郡) [31,572]
- 동신군 (東新郡) [47,460]
- 랑림군 (狼林郡) [36,481]
- 룡림군 (龍林郡) [32,727]
- 성간군 (城干郡) [92,952]
- 송원군 (松源郡) [38,051]
- 시중군 (時中郡) [41,482]
- 자성군 (慈城郡) [50,939]
- 장강군 (長江郡) [54,601]
- 전천군 (前川郡) [106,311]
- 중강군 (中江郡) [41,022]
- 초산군 (楚山郡) [43,614]
- 화평군 (和坪郡) [42,183]
- 우시군 (雩時郡) [42,919]
- 위원군 (渭原郡) [60,245]
- 향산군 (香山郡) [52,350]

- 각 지역 옆의 인구는 2008년 북한의 인구조사를 출처로 한다.

## 관광지
- 원명사：희천시 류중리(柳中里)에 위치해 있다.
- 세검정：만포시 압록강가에 위치해 있다. 북쪽으로는 중국에 접해 있다.
- 랑림호

## 교육

### 대학교
- 조선국방대학
- 강계의과대학
- 강계농림대학
- 강계공업대학
- 희천공업대학